# Gan (affluent du Yangzi)
Pour les articles homonymes, voir Gan.
La Gan (chinois simplifié : 赣江 ; chinois traditionnels : 贛江 ; pinyin : gàn jiāng ; langue gan : Kōm-kong ; littéralement : rivière Gan) est une rivière de Chine et le principal cours d'eau de la province du Jiangxi qu'il traverse du sud au nord, et à laquelle il a donné son surnom (Gan). La rivière est un affluent important du Yangzi Jiang.

## Cours de la rivière
La Gan baigne entre autres les villes de Ganzhou, Ji'an et Nanchang. Dans son cours aval, il vient former le lac Poyang qui se jette dans le Chang Jiang.

## Bassin versant
Le bassin versant de la Gan  a une superficie de 82 015 km² et est entièrement situé dans la province du Jiangxi dont elle occupe 80% de la surface. La rivière et ses affluents ont leurs origines dans les collines et les montagnes situées sur les franges sud, est et ouest de cette province. L'irrigation à partir de lacs de barrage, de pompages et de canaux d'irrigation portait sur 10 millions de terres agricoles en 1980. 

## Principaux affluents
La Gan  comprend les affluents suivants :
- Jing long de 235 km avec un bassin versant de 7 394k m²
- Yuan de 170 km avec un bassin versant de  5 900 km²
- Heshui avec un bassin versant de  5 500 km²
- Zang long de 232 km avec un bassin versant de  7 695 km²
- Gong  long de 278 km avec un bassin versant de  27 074 km²

## Débit et régime
Le bassin versant est largement arrosé avec des précipitations dont la quantité moyenne annuelle est comprise entre 1400 et 1800 mm. Les précipitations entre avril et juin représentent 48% du total. Les crues les plus fortes ont lieu en juin. Les étés sont peu pluvieux et combinés avec la chaleur ils peuvent entrainer des sécheresses sévères. Le bassin versant montagneux peut être à l'origine de crues soudaines. Le débit moyen annuel à la station de Waizhou  (99% du bassin versant) est de 2198 m m³/s. Sur une période de 20 ans (1965-1985), le débit maximal à la station de Baise (50% du bassin versant) a atteint une valeur de 20400  m³/s et un minimum de 257 m³/s.  

## Aménagements
Plusieurs grands barrages ont été construits sur le bassin versant pour contrôler les crues, irriguer les terres agricoles et fournir de l'énergie électrique : 
- Zangshui : capacité de stockage de 116 millions m³ mis en service en 1969
- Yuanshui : capacité de stockage de 890 millions m³ mis en service en 1970
- Jinjiang : capacité de stockage de 184 millions m³ mis en service en 1960
- Xiushui : capacité de stockage de 160 millions m³ mis en service en 1969
- Lushui : capacité de stockage de 203 millions m³ mis en service en 1973
- Shangyoujiang : capacité de stockage de 822 millions m³ mis en service en 1957